# Zignematàcies
Les zignematàcies (Zygnemataceae) constitueixen una família d'algues verdes filamentoses no ramificats. El més conegut dels gèneres d'aquesta família és Spirogyra. Les espècies de Spirogyra es poden observar a la primavera com a masses flotants d'un color verd groguenc, en aigües tranquil·les. Presenten les parets cel·lulars llises, sense porus. Els filaments creixen de manera intercalar per allargament i divisió transversal de totes les cèl·lules que el formen.